# Там, де Південь
«Там, де Південь» — останній прижиттєвий роман з творчого доробку українського письменника  Олеся Ульяненка.
Роман вперше надруковано у київському часописі «Київська Русь» у 2007 році. Окремою книжкою (разом з повістю «Сєдой») роман вийшов лише 2009 року у видавництві «Треант».

## Видання
- Олесь Ульяненко. Там, де Південь. Київ: часопис «Київська Русь», 2007. Книга 7 (XVI). Блуд.
- Олесь Ульяненко. Там, де Південь. Харків: Треант, 2010. 160 стор. ISBN 978-966-2266-03-0
  - (переклад чеською) Oles Uljanenko. Tady na Jihu. Z ukrajinštiny přeložila: Jiřina Dvořáková, Grafická úprava: Kateřina Wewiorová, Fotografie na obálce: David Konečný. 2015. 140 st. ISBN 978-807-443-171-5[1][2][3]